# رودستيد

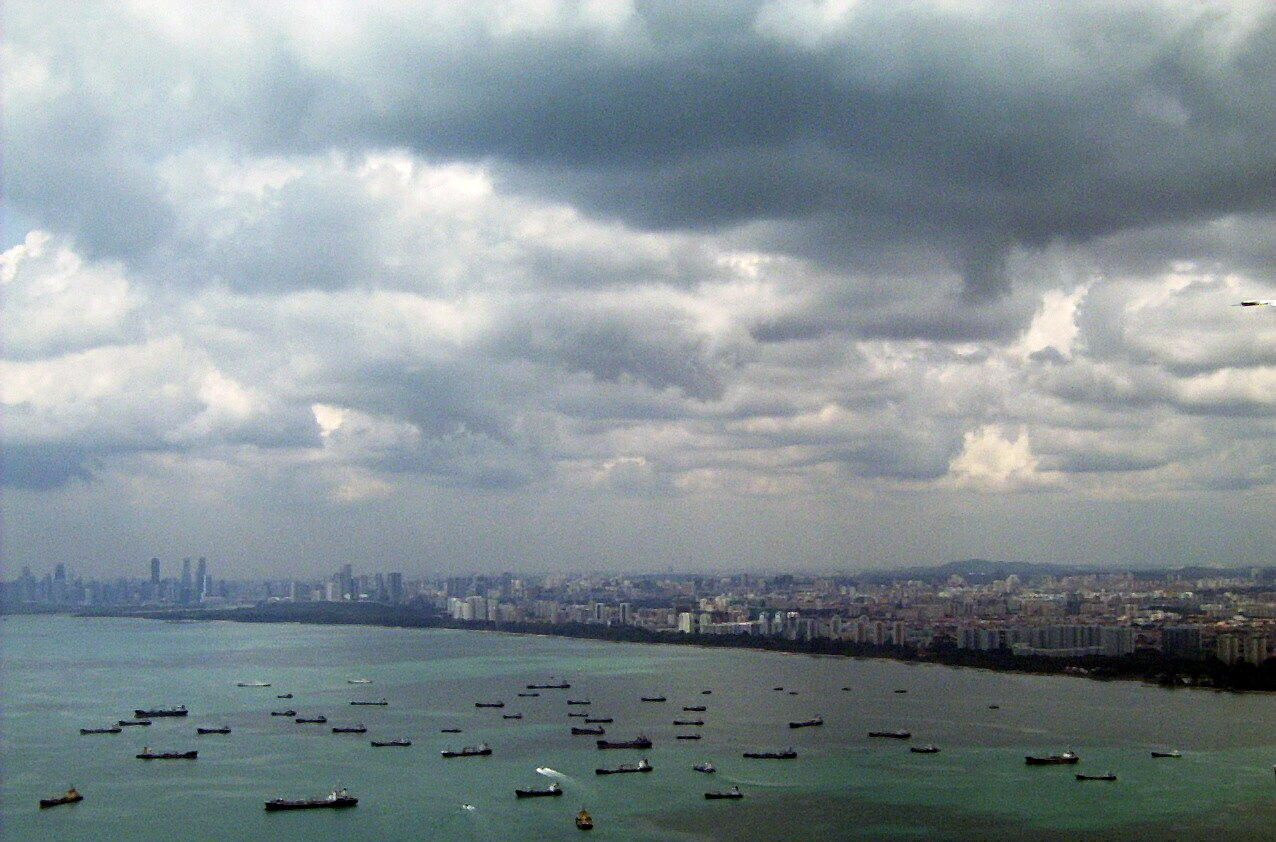
رودستيد أو مكلأ، سنغافورة

رودستيد أو رود (مكلأ)، هو مسطح مائي محمي حيث يمكن للسفن أن ترسو بأمان معقول دون أن تسحب أو تشد. محمي من التيارات العكسية أو المد والجزر الربيعي أو تضخم المحيط، ويمكن أن يكون المرفأ مفتوحًا أو طبيعيًا، وعادةً ما يكون قائمًا على مصب، أو قد يتم إنشاؤه بشكل مصطنع. في قانون الأميرالية، يوصف بأنه مكان مناسب أو آمن حيث ترسو القوارب عادةً.

## التعريف
المكلأ هو منطقة إرساء آمنة للسفن التي تنتظر دخول ميناء، أو لتشكيل قافلة. إذا كان محميًا وملائمًا بما يكفي، فيمكن استخدامه لنقل البضائع والمؤن والجنود، سواءً بشكل منفصل أو مجتمعين. وينطبق الأمر نفسه على عمليات النقل من وإلى الشاطئ بواسطة السفن الخفيفة أو الصندل.
لم يكن من السهل القيام ببعض الرحلات إلا في ظل وجود اتجاهات رياح معينة في زمن السفن الشراعية، وكانت السفن تنتظر رياحًا مواتية على مرسًى مثل منطقة داونز بالقرب من القناة الإنجليزية، أو منطقة يارموث رودز على بحر الشمال.

## أشهر الرودستيد
- طرق الباسك على خليج غشكونية، بالقرب من لاروشيل، فرنسا
- مراسي بئر زبوجة، بالقرب من فاليتا، مالطا
- طرق بوليفار قبالة غالفستون، تكساس، الولايات المتحدة الأمريكية
- مراسي بريست، بريتاني، فرنسا
- طرق كاريك عند مصب نهر فال، كورنوال، إنجلترا
- طرق القلعة، برمودا
- ميناء شيربورغ (لا غراند رادي) هو مراسي اصطناعية في نورماندي، فرنسا
- داونز، بالقرب من ديل، كينت، إنجلترا
- طرق فايال في جزر الأزور، البرتغال (موقع معركة فايال)

- طرق غيج، فريمانتل، غرب أستراليا
- طرق هامبتون، على خليج تشيسابيك، فرجينيا، الولايات المتحدة الأمريكية
- طرق كوسول، قبالة بالاو، ميكرونيزيا
- طرق لاهاينا قبالة جزيرة ماوي في هاواي، الولايات المتحدة الأمريكية
- طرق لينقا في جزر رياو، إندونيسيا
- مراسي لوريان، قبالة موربيهان في بريتاني، فرنسا
- مرسيليا رادي، فرنسا
- ممر ميلفورد هافن المائي في بيمبروكشاير، ويلز
- الضفة الرملية نور على مصب نهر التايمز، إنجلترا
- مرفأ بيرايوس في خليج إيجينا / خليج سارونيك في اليونان

- بيوغت ساوند، واشنطن، الولايات المتحدة الأمريكية
- محطة روزفلت رودز البحرية / روزي رودز قبالة سيبا، بورتوريكو
- الطرق الملكية في فيكتوريا الكبرى، كولومبيا البريطانية، كندا
- سكابا فلو محمي بين جزر أوركني، إسكتلندا
- شيليج رودز قبالة فريزلاند، ألمانيا
- سبتهيد على سولنت، إنجلترا
- تيل أوف ذا بانك بجانب غرينوك على مصب كلايد، إسكتلندا
- مرفأ تالين رودز، إستونيا
- تيفواسريده قبالة موانئ هامبورغ وبريمن، ألمانيا
- ريد فان تيكسل كان مرفأً تاريخيًا قبالة جزيرة تيسل، هولندا، تجاوزته قناة بحر الشمال إلى أمستردام
- تولون رودز في البحر الأبيض المتوسط في فرنسا

- رود تاون على تورتولا، جزر العذراء البريطانية
- مزرعة تروندهايم، النرويج
- مزرعة فيلفرانش سور مير قبالة الريفييرا الفرنسية
- طرق يارموث على بحر الشمال قبالة غريت يارموث، شرق أنجليا، إنجلترا